# Демкович-Добрянський Михайло
Демко́вич-Добря́нський Миха́йло гербу Сас (7 листопада 1905 с. Шопки (присілок с. Підгайчики), Перемишлянського повіту на Львівщині, в Австро-Угорській імперії — тепер Перемишлянський район Львівської області, Україна — 4 лютого 2003, Лондон, Велика Британія) — український громадський діяч, журналіст, історик; співзасновник Союзу української націоналістичної молоді (1926).

## Біографія
Народився Михайло Демкович-Добрянський у дрібношляхетській родині гербу Сас. Його батьки, Іван та Марія Добрянські, переселилися на Львівщину з лемківського села Добра Шляхецька повіту Сянік.
1926 року закінчив з відзнакою Українську Академічну гімназію у Львові. Навчання продовжив у Львівському університеті, де вивчав філологію та історію. У Берлінському та Віденському університетах вивчав право та політичні науки.
Зі студентських років політична діяльність стала невід'ємною часткою його життя. Михайло був членом молодіжної організації «Пласт», потім став співзасновником Союзу української націоналістичної молоді (1926).
1928 року Демкович-Добрянський став членом партії Українське Національно-Демократичне Об'єднання (УНДО) — найвпливовішої поміж українцями Галичини партії національно-демократичного спрямування.
У 1933—1939 pp. він працює у редакціях тижневиків Українського Католицького Союзу «Мета», «Христос наша сила» і місячника «Дзвони». У 1934—1939 pp. він є головним секретарем Союзу, що постав з ініціативи митрополита Андрея Шептицького. Уже в еміграції, на прохання отців-василіан, він протягом двох років досліджував близько 20 проблем, пов'язаних з життям та ділами митрополита Андрея, що потрібно було для здійснений процесу беатифікації (перший етап зарахування до лику святих).
З осені 1941 до липня 1944 р. у працював у УЦК у Львові, був заступником Голови Українського Крайового Комітету і членом Президії УЦК.
Коли Червона армія 1944 зайняла Галичину, Демкович-Добрянський остаточно емігрує — спочатку до Німеччини, а з 1949 року мешкає у Британії, у м. Лондоні. Редагував часописи «Проблеми» (Мюнхен, 1945—1948) та «Українська думка» (Лондон, 1949—1950), але найповніше зміг себе втілити, коли став редактором (1954), а пізніше— головою української редакції (1956) Радіо Свобода у Мюнхені, де працював до виходу на пенсію у травні 1972 року.